# Поливчинські (герб)
Поливчинські — шляхетський герб, різновид герба Леліва.

## Опис герба
Є кілька переказів на щодо опису герба, які різняться деталями.
На основі Книги гербової родів польських Юліуша Кароля Островського герб можна блазонувати так:
У блакитному полі золоті півмісяць боком вгору з шестикутною золотою зіркою між рогами. В клейноді – хвіст павича. Намет блакитний, підбитий золотом.
Однак зображення герба, зроблене Островським, відрізняється від даного опису: півмісяць тут з обличчям, а в клейноді п'ять павичевих пер.
Тадеуш Гайль розмістив у себе малюнок, в якому півмісяць без обличчя, а в клейноді сім павиних пер.

## Найбільш ранні згадки
Згідно З Юліушем Каролем Островським герб належав Поливчинським з Пруссії. Северин Уруський пише, що вони взяли ім'я від села Поливна в землі добржинецькій, а жили й в землі мичаловській і брали прізвисько Длугош. З цієї сім'ї Ігнацій підписав елекцію 1764 від землі руської, той же Ігнатій повинен був бути чашником венденським 1775 року, спадкоємцем Кремпе. Йосип, канонік інфлянтський в 1777 році, парафіяльний священник Прзасниша, повинен був придбати село Голани в 1788 р. у районі Прзасниша. Дунін-Борковський повідомляє про Поливчинського в районі Ружана в 1764 році, в той час, як Каспер Насецький згадує їх у землі Заєржина. Поливчинські повинні були служити в прусській армії: в 1806 році був згаданий лейтенант фон Поливчинський.

## Роди
Одна родина Поливчинських (Poliwczyński, Polewczyński, von Poliwczynski, von Polwczynski).